# Kwas chinolinowy
Kwas chinolinowy – organiczny związek chemiczny z grupy kwasów dikarboksylowych, pochodna pirydyny. Jest biosyntetycznym prekursorem nikotyny i jednym z końcowych produktów przemian tryptofanu w szlaku kinureninowym.